# Oswald Achenbach
Oswald Achenbach, född 2 februari 1827 i Düsseldorf, död 1 februari 1905, var en tysk landskapsmålare. 

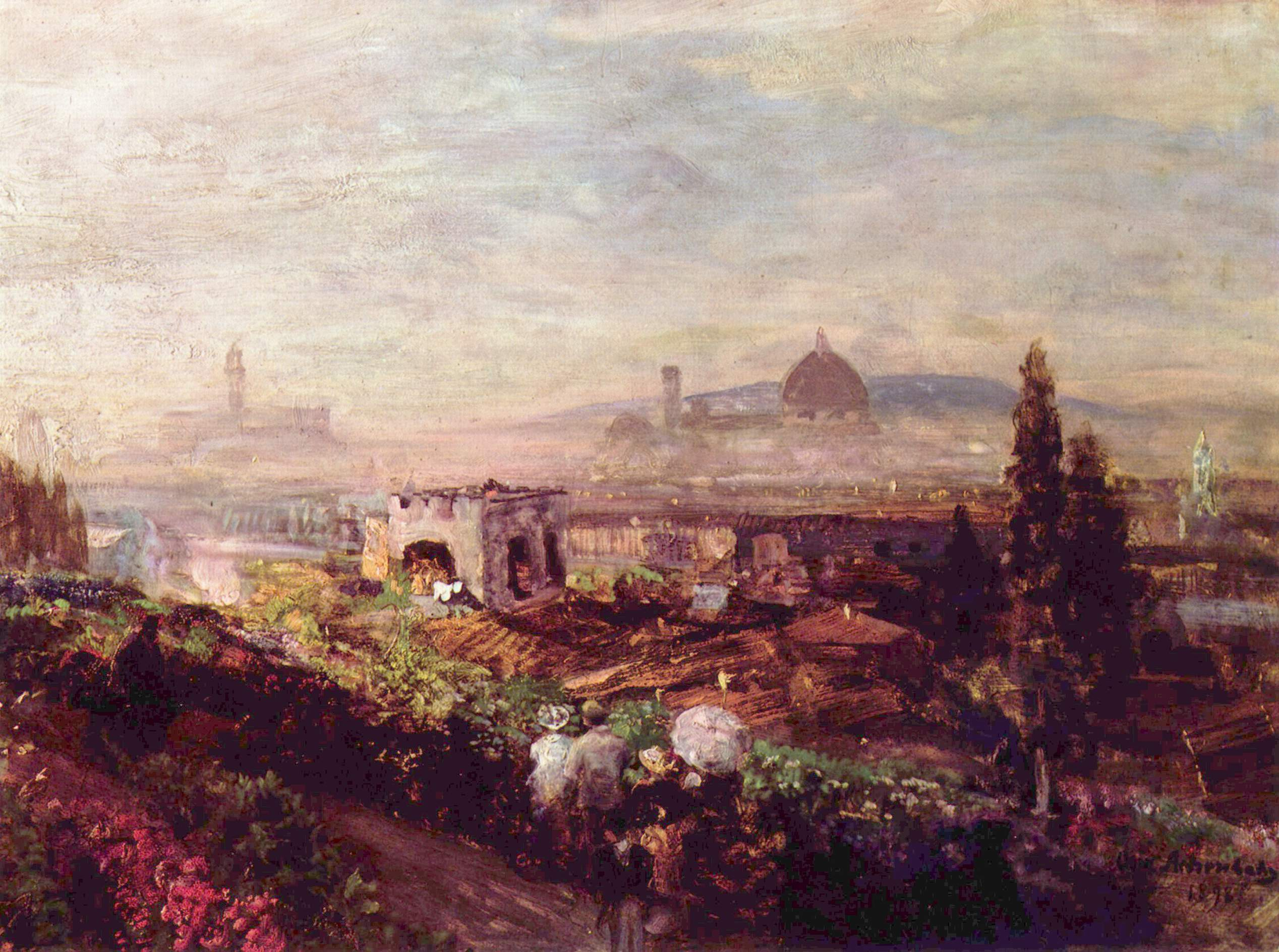
Vy över Florens (1898).

## Biografi
Achenbach studerade vid akademien i Düsseldorf och under brodern Andreas Achenbachs ledning och var en tid professor. Han målade huvudsakligen italienska motiv från villor, stränder, småstäder, gärna med rikt och brokigt figurstaffage. Hans målningar finns i de förnämsta tyska gallerierna.

## Konstnärskap
Achenbachs tavlor blev redan på 1850-talet berömda för anslående komposition, skicklig behandling och effektfull ljusverkan. Han var dock som konstnär en motsats till sin berömde broder och övergav tidigt dennes realistiska och dramatiska naturuppfattning för en mer idealistisk och elegisk stil.